# Ciril Ribičič
Ciril Ribičič (* 30. června 1947 Ljubljana) je bývalý slovinský politik, předseda Svazu komunistů Slovinska a ústavní právník.

## Životopis
Narodil se jako druhé ze tří dětí stranického funkcionáře Mitji Ribičiče v červnu 1947 v Lublani. Studoval Právnickou fakultu Univerzity v Lublani, v prosinci 1969 byl zvolen členem výkonné rady univerzitní Studentské společnosti. Specializoval se na ústavní právo, zejména na teorii jugoslávského samosprávného socialismu, o němž vydal několik publikací. Na katedře ústavního práva fakulty zůstal i po skončení studia.
V letech 1982 až 1984 zastával funkci předsedy Sociálně-politické komory Skupščiny Socialistické republiky Slovinsko, v prosinci 1989 byl na 11. kongresu Svazu komunistů Slovinska (ZKS) zvolen předsedou strany. V lednu 1990 vedl slovinskou delegaci na 14. (volebním) kongresu Svazu komunistů Jugoslávie (SKJ), která v noci z 22. na 23. ledna kongres opustila, což spolu s pozdějším odchodem chorvatské delegace znamenalo rozklad a faktický konec SKJ. Podílel se na procesu demokratizace slovinského politického systému. Dosavadní Svaz komunistů se v té době přeměnil na Stranu demokratické obnovy (Stranka demokratične prenove; SDP). Ribičič byl v politice aktivní i v následujících letech: jako klíčová osobnost slovinské levicové scény se stal jedním z architektů velké koalice v roce 1992. Funkci předsedy strany, jež v té době nesla jméno Sjednocená kandidátka (Združena lista, ZL), opustil v prosinci 1992.
V roce 1991 byl členem komise pro přípravu nové slovinské ústavy, členem Státního shromáždění Republiky Slovinsko byl deset let. Počátkem roku 2000 zpracoval pro Mezinárodní trestní tribunál pro bývalou Jugoslávii znalecký posudek ve věci ústavněprávního postavení entity Herceg-Bosna. V roce 2000 ho prezident republiky Milan Kučan navrhl do funkce soudce Ústavního soudu Republiky Slovinsko. 19. prosince 2000 byl hlasy 59 poslanců zvolen ústavním soudcem. Dne 11. listopadu 2007 se stal místopředsedou Ústavního soudu.
Ve své publikační činnosti se zaměřuje na ústavní právo a lidská práva: do roku 2000 byl autorem 229 publikací, z toho 117 monografií. V současnosti opět působí na Právnické fakultě Univerzity v Lublani.